# Die Löwenjagd
Die Löwenjagd ist ein kurzer, dänischer Stummfilm aus dem Jahr 1907 von und mit Viggo Larsen.

## Handlung
Zwei behelmte, bärtige, europäische Großwildjäger in schneeweißen Anzügen pirschen durch den afrikanischen Dschungel. Sie beobachten mehrere Sträuße, ein Zebra und ein Flusspferd. Einer der beiden Jäger fängt ein kleines Äffchen mit bloßen Händen. Anschließend spielen sie auf dem Boden mit einem Gorillababy. Nachdem sie ihr Maultier an einer kleinen Palme angeleint haben, lassen die Weißen ihren schwarzen Fährtenleser einer Löwenspur nachgehen und folgen ihm dabei. An einem bebaumten Platz schlagen alle drei ihr Nachtlager auf. Ehe sich die Jäger mit einer Decke zur Nachtruhe begeben zünden sich beide noch jeder eine Zigarette an.
In der Nacht werden die weißen Herren aus dem Schlaf geschreckt. Ein Löwe hat sich dem Lager gefährlich genähert und eine Ziege gerissen. Auch das Lasttier der beiden Großwildjäger hat es erwischt. Ein Löwe nimmt gerade ein Bad im offenen Wasser, als sich einer der beiden Europäer nähert. Er legt sein Gewehr an und erschießt das Tier. Triumphierend stützt der Schütze seinen Gewehrkolben auf den Körper des toten Tieres (das nun plötzlich mit trockenem Fell am Uferrand liegt). Dazu zündet er sich erneut eine Zigarette an.
Plötzlich heißt es aus dem Off, man habe noch eine zweite Löwenspur gefunden. Beide Jäger pirschen sich an das Tier heran und erschießen auch diesen Löwen (dessen Tod diesmal nicht im Bild gezeigt wird). Dann beginnen die beiden Männer die Großkatze zu häuten. Als die Jäger wieder im Walddickicht verschwinden, folgt ihnen der schwarze Diener, die beiden Löwenfelle hinter sich herziehend. Und wieder wird sich zum Triumph eine Zigarette angezündet, wobei der Fährtenleser diesmal auch eine angeboten bekommt. Mit Stolz präsentieren die beiden Jäger ihre auf hohen Holzpflöcken befestigten Löwenfelle.

## Produktion, Hintergründe, Entstehungsgeschichte
Die Löwenjagd ist 11 Minuten und 25 Sekunden lang und entstand im Spätsommer 1907. Kurz zuvor hatte Nordisk-Produzent Ole Olsen für die hohe Summe von 5000 Dänischen Kronen zwei altersschwache Löwen vom Hamburger Tierpark Hagenbeck erworben, um sie für Dreharbeiten zu diesem Film vor laufender Kamera erschießen zu lassen. Die Uraufführung des Films fand noch im selben Jahr statt, ein genauer Tag ist nicht mit Sicherheit feststellbar. Am 16. November 1907 ist eine deutsche Aufführung im Belle-Alliance-Theater von Altona nachweisbar. Ebenfalls 1907 konnte man Die Löwenjagd in Schweden sehen.
Als Vorlage für Løvejagten diente Olsen sein eigener Film Isbjørnejagt (Die Eisbärenjagd). Anfang 1907 hatte er einen Eisbären erworben, setzte ihn im zugefrorenen Öresund aus und ließ auch dieses Tier vor laufender Kamera erschießen. Der kurze Film erwies sich als großer Kassenerfolg, woraufhin Olsen die Idee entwickelte, dasselbe Prinzip in potenzierter Form noch einmal bei einem Löwen-Film zu versuchen. Doch diesmal hatten sich Tierschützer gewappnet und liefen Proteststurm gegen das Vorhaben. Außerdem ließ der dänische Justizminister Alberti die Tötung der Tiere per Gerichtsentscheid verbieten. Da Olsen sich nicht daran hielt, verzögerte sich die dänische Erstaufführung bis zum 11. November 1908.
Gedreht wurde auf einer Insel im Roskilde-Fjord sowie in einem Waldstück, das mit exotischen Pflanzen zum Urwald umgestaltet wurde. Um die afrikanische Atmosphäre glaubhaft zu machen, schnitt Regisseur Larsen Aufnahmen mit den im Text oben genannten Exoten aus dem Kopenhagener Zoo in die kurze Handlung.
Da sich Olsen den gerichtlichen Anordnungen widersetzt hatte und die Löwen erschießen ließ, wurde ihm die Konzession für sein Kino entzogen, und er wurde darüber hinaus wegen Tierquälerei angeklagt. Kameramann Axel Sørensen, der das Töten der Tiere auf Zelluloid gebannt hatte, wurde einen Tag lang in ein Gefängnis gesperrt. Nachdem der Gerichtsprozess gegen Olsen in einem Freispruch geendet hatte, durfte Die Löwenjagd auch in Dänemark aufgeführt werden. Auch hier war der Kurzfilm ein enormer Erfolg. Insgesamt 259 Kopien seines Films konnte Olsen in ganz Europa verkaufen.